# 우영 (서초)
우영(于英)은 고대 중국 초나라의 군인이다. 회계 도산의 산적패 수령으로 군사 8천을 이끌고 환초와 함께 항량(項梁)에 투항하였다. 이후 초나라군의 주력으로 활동하며 항우(項羽)가 관중을 평정하는 데 많은 공을 세웠으며, 유방(劉邦)과의 전쟁에서도 많은 활약을 하였다. 한신(韓信)과 싸우던 중 전사한다.